# Limpieza de sangre
La locuzione limpieza de sangre (in spagnolo), o limpeza de sangue (in portoghese), indicava la «purezza di sangue».

## Storia
Il concetto si sviluppò in Spagna e in Portogallo a partire dalla fine del Quattrocento: il significato rinvia alla qualità dei cosiddetti «vecchi cristiani» in contrapposizione ai «nuovi cristiani» , discendenti dagli ebrei (conversos) e dai musulmani convertiti (moriscos), spesso con la forza, di cui si dubitava la sincera accettazione del credo. L'ossessione della purezza del sangue si trascinò per tutto il Cinquecento e il Seicento.
La richiesta di "purezza del sangue" si basava sulla teoria dei fluidi corporei, secondo la quale tutti i fluidi corporei, e in particolar modo il sangue, possiedono alcune qualità morali e trasmettono queste qualità morali alla discendenza .
L'interdizione di accesso ai principali uffici civili ed ecclesiastici spagnoli riguarderà tutti coloro che non potranno dimostrare lo status di limpieza de sangre. Così ogni candidato alle cariche pubbliche doveva dimostrare, con certificati che lo comprovassero, di avere tale qualità. Questi statuti erano documenti, specifici per ciascuna istituzione, di natura privatistica: se, da un lato, i sovrani di Spagna, in generale, non cercheranno di opporvisi, in nessun modo lo stato spagnolo li avrebbe resi di uso generalizzato.
Fu Tommaso di Torquemada ad emanare gli estatutos de limpieza de sangre. A coloro i quali non avevano per la terza generazione antecedente al loro interno consanguinei, ebrei o mori non succedeva nulla, ma chi aveva anche un nonno moro o ebreo veniva considerato impuro ed avrebbe dovuto lasciare la Spagna. Inizialmente, in realtà, si era data la possibilità della conversione, ma molti tra ebrei e Mori facevano finta di essere convertiti e in realtà praticavano in segreto le loro religioni: per questo venivano chiamati marranos (maiali). 

Tuttavia, questa definizione contrastava con il principio cristiano per cui il battesimo avrebbe redento gli umani dai loro peccati: per questo motivo, nel settembre 1449, Papa Niccolò V promulgò la bolla papale Humani generis inimicus, in cui stabiliva parità di dignità e diritti fra "vecchi cristiani" e "nuovi cristiani"; inoltre Papa Niccolò V raccomandò la massima severità contro chi "tormentava i convertiti" .
Come conseguenza degli Estatutos, quindi, si ha una forte migrazione dalla Spagna di mori ed ebrei. Gli ebrei in particolare si dirigeranno alcuni verso l’Italia, ma la maggior parte verso le Fiandre.

## Riferimenti
1. ↑  I fluidi del  corpo, e soprattutto il sangue, permettono la trasmissione da genitori a figli di un certo numero di qualità morali; gli ebrei, come popolo, erano incapaci di cambiare| https://www.lhistoire.fr/qui-a-inventé-les-lois-de-pureté-de-sang%7CSchaub, Jean-Frédéric (2014). «Qui a inventé les lois de pureté de sang?». L’Histoire (400): 38-41.
2. ↑  de Simancas, Diego. « La “pureté de sang” en Espagne ». Défense du statut de Tolède, Presses universitaires de la Méditerranée, 2021, https://doi.org/10.4000/books.pulm.20327
3. ↑  A. Sicroff, Les controverses des statuts de pureté de sang en Espagne du XV au XVII siècle (Paris: Didier, 1960), Los estatutos de limpieza de sangre: Controversias entre los siglos XV y XVII (Madrid, 1979), p. 61.